# Midland (Arkansas)
Midland – miasto w Stanach Zjednoczonych, w stanie Arkansas, w hrabstwie Sebastian.